# Mach One
Mach One (* 5. April 1979 in Ost-Berlin; bürgerlich Christoph Bodenhammer) ist ein Rapper, Produzent und Writer aus Berlin-Kreuzberg. Seine Texte spiegeln das Leben in Kreuzberg wider und befassen sich zum Teil mit gesellschaftskritischen, aber auch alltäglichen oder kontroversen Themen. Er ist der Sohn des Lyrikers Uwe Kolbe.
Er gehört zu den Mitbegründern des Bassboxxx-Labels und produzierte unter anderem für Frauenarzt, MC Basstard (Obscuritas Eterna, 2002), MC Bogy (Lyrischer Hooligan, 2002) und Akte One (Overkill, 2003). Zudem bildet er mit Akte One das Duo Die Lätzten, das 2000 das Tape 100 min. (R)evolution veröffentlichte. 2005 erschien sein erstes Soloalbum mit dem Titel Das Meisterstück Vol. 1 – Guter Rap gedeiht im Dreck.

## Biografie
Mit acht Jahren kam Mach One von Ost-Berlin nach Kreuzberg, wo er schon bald in Kontakt mit der dortigen Graffiti-Szene kam.
In dieser Zeit suchte Frauenarzt nach Produzenten für ein Hip-Hop-Tape. Durch Jope, einen gemeinsamen Bekannten, lernten sich die beiden kennen und produzierten im Jahr 1998 das Tape BC (Bassboxxx 001), was im Jahr 1999 auf 50 Stück begrenzt veröffentlicht wurde. In der Erstauflage lag dem Tapecover ein dreiseitiges Porno-Booklet bei. Das Tape verbreitete sich im Untergrund aufgrund der harten Sprache und der kompromisslosen Texte sehr schnell und wurde später zu Frauenarzts Kultalbum. In der Folgezeit wurde Machs Wohnung, das Lätzte Loch, zum Treffpunkt des neu gegründeten BassBoxxx-Labels.
Ende 2002, nach einem fünfwöchigen Aufenthalt im Gefängnis, unter anderen wegen  illegal gesprühter Graffiti und der Beschlagnahmung seines Studio-Computers musste Mach One eine einjährige Zwangspause einlegen. Erst durch den Sieg bei einem Existenzgründer-Wettbewerb hatte er wieder genug Geld für Studio-Equipement. Zusammen mit den Rappern Isar und Darn und dem Rapper/Produzenten B-Lash gründete er im Jahr 2005 das Label Adrenalin Musik, dem auch kurze Zeit später der Produzent SupaFunk angehörte. B-Lash und SupaFunk trennten sich jedoch im Oktober 2006 wieder von Adrenalin Musik und starteten das Label 187Beatz.  Das nächste Projekt zusammen mit Darn war das Album Freakshow, das im August 2007 veröffentlicht wurde.
Nach mehrjähriger Pause veröffentlichte Mach One in Zusammenarbeit mit King Orgasmus One am 17. Dezember 2010 ein Kollabo-Album mit dem Titel Rap aus Berlin. Auf diesem sind unter anderem Tony D, JAW, Bass Sultan Hengzt, Blokkmonsta und MC Bogy mit Gastbeiträgen vertreten. 2011 hatte er einen Feature-Part auf dem Album Urlaub fürs Gehirn von K.I.Z.
Seit 2012 ist er als Tätowierer bei Subculture Tattoos in Berlin tätig.

## Diskografie

### Alben
- 2000: Die Lätzten – 100min. (R)evolution (Tape mit Akte One/Mach One als Die Lätzten)
- 2003: 'Jung & Kaputt'
- 2005: Das Meisterstück Vol. 1 – Guter Rap gedeiht im Dreck
- 2006: Lil Mach Änze Nordzeitboys (Kollabo-Album mit Darn und Vork)
- 2007: Freakshow (Kollabo-Album mit Darn)
- 2010: Rap aus Berlin (Kollabo-Album mit King Orgasmus One)
- 2012: Meisterstück Vol. 2 – Rock ’n’ Roll
- 2013: Puzzlestücke
- 2014: M.A.C.H.
- 2023: Frisz oder stirb

### Sonstige
- 2003: Jung und Kaputt (LP als Mini EP)
- 2005: Adrenalin Mixtape – Nr.1 (Tape mit Darn, B-Lash und Isar)
- 2005: Wer Wir Sind (ft. B-Lash, Juice Exclusive! auf Juice-CD #56 und als ft. auf dem Album B-Lash - Regen (2005))
- 2006: Kleines Danke (Freetrack)
- 2008: Dein Ticker (Juice Exclusive! auf Juice-CD #90)
- 2010: Unique Edition (exklusive CDR für Forummitglieder)
- 2012: Die Lätzten – 100min. (R)evolution (Rerelease des Tapes als Doppelalbum (CD) mit Akte One/Mach One als Die Lätzten plus Bonustracks)
- 2012: Topfpflanze (Remix) (ft. KIZ, Juice Exclusive! auf Juice-CD #113)